# Aksel Rykkvin

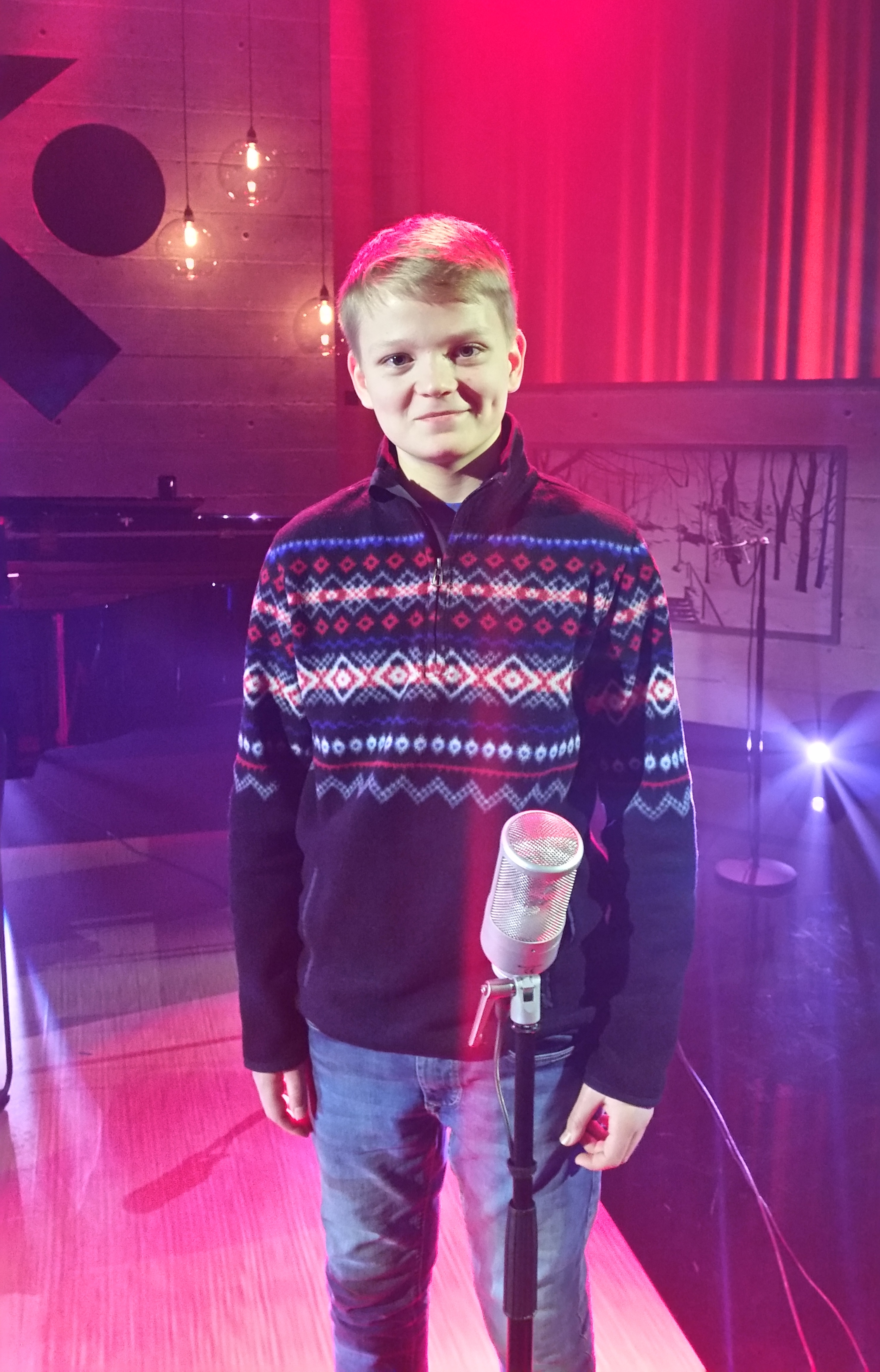
Aksel Rykkvin (2017)

Aksel Johannes Skramstad Rykkvin (* 11. April 2003 in Oslo) ist ein norwegischer Sänger. Er war Knabensopran und singt heute nach seinem Stimmbruch Bariton.

## Leben und sängerische Tätigkeit
Aksel Rykkvin ist der Sohn von Maj-Christel Skramstad und Rikard Rykkvin. Aksel Rykkvin begann im Alter von fünf Jahren, im Kinderchor der Osloer Kathedrale zu singen. Er entschloss sich später, sich intensiv dem Gesang zu widmen. Dabei wurde er jahrelang von der Gesangspädagogin Marianne Willumsen Lewis unterstützt.
Er gewann den norwegischen Jugendmusikwettbewerb 2014/15 in der Kategorie der Sänger zwischen 10 und 15 Jahren. Zwei Jahre später gewann er den Wettbewerb 2016/17 sowie den Titel „Musiker des Jahres“.
Im März 2016 spielte Rykkvin die Figur des Knaben in der Science-Fiction-Oper Elysium des norwegischen Komponisten Rolf Wallin. Im selben Jahr veröffentlichte er sein erstes Album: Aksel! – Arien von Bach, Händel & Mozart.
Er wurde als Newcomer des Jahres beim Spellemann-Preis 2017 nominiert.
Im Mai 2018 sang Rykkvin die Hauptrolle in der Kinderoper Purriot og den forsvunne bronsehesten in einer Produktion der Norwegischen Oper.
Nach dem Stimmbruch begann er, als Bariton aufzutreten.

## Opernrollen
- 2014: La Bohème, ein Junge, Den Norske Opera (DNO)
- 2014: The Tempest, the spider, DNO
- 2014: Cinderella, Herald, DNO
- 2015: Schneewittchen, der Prinz, DNO
- 2015: Der Jasager, der Knabe, DNO
- 2016: Die Gezeichneten, Ein Knabe, DNO
- 2017: Pelléas et Mélisande, Yniold, DNO
- 2017: Tosca, ein Hirtenknabe, DNO
- 2017: Miranda (nach Henry Purcell), Anthony, Opéra-Comique[8]

## Tonträger
- Aksel! (Signum Classics, 2016)
- Light divine (Signum Classics, 2018)